# Carl Lindroth
Carl Hildebrand Lindroth (Lund, 8 september 1905 – aldaar, 23 februari 1979) was een Zweeds entomoloog. Van 1951 tot 1972 was hij hoogleraar entomologie aan de Universiteit van Lund.
Lindroth was de zoon van professor Hjalmar Lindroth, hoogleraar in de Scandinavische talen aan de Universiteit van Göteborg, en zijn echtgenote Stina Hildebrand. Zijn broer Arne Lindroth (1910) was ecoloog, en zijn broer Sten Lindroth (1914) was historicus. Hij behaalde zijn licentiaat in de natuurwetenschappen in 1929; in 1932 promoveerde hij tot doctor aan diezelfde faculteit. Vanaf 1937 was hij docent aan de middelbare school in Luleå, van 1940 tot 1951 aan de middelbare school in Djursholm. In 1947 werd hij benoemd tot hoogleraar entomologie aan de Universiteit van Stockholm, in 1951 werd hij hoogleraar in Lund. Als entomoloog ondernam hij verscheidene onderzoeksreizen, de meeste op het noordelijk halfrond.
Zijn belangrijkste onderwerp van onderzoek betrof de kevers, vooral loopkevers (Carabidae), waarbij hij zich richtte op hun ecologie en geografische verspreiding. Daarbij toonde hij onder meer de menselijke invloed op hun verspreiding in Europa en Noord-Amerika aan.
Een opmerkelijke eigenschap van veel loopkevers is dat binnen dezelfde soort zowel ongevleugelde als gevleugelde individuen voorkomen, wat vleugeldimorfie genoemd wordt. De eigenschap is genetisch bepaald en Lindroth was de eerste die er gebruik van maakte om de verspreiding van loopkevers te onderzoeken. Als de gevleugelde vorm domineert in een gebied, is het volgens hem waarschijnlijk dat de soort in kwestie daar pas recent gevestigd is, omdat de gevleugelde zich het makkelijkst verspreiden. Populaties die al langere tijd gevestigd zijn laten juist veel ongevleugelde individuen zien.
Lindroth deed ook beschrijvend werk. Hij is de auteur van ongeveer honderd wetenschappelijke namen van taxa in de loopkeverfamilie.
Hij werd in 1964 lid van de Koninklijke Zweedse Academie voor Wetenschappen. Hij was daarnaast een veelgevraagd wetenschapsdocent en schrijver, onder meer bekend van het tv-programma Fråga Lund (vraag het aan Lund).
Lindroth trouwde in 1931 met Gun Bodman, een dochter van de poolonderzoeker Gösta Bodman. Het huwelijk bleef in stand tot aan haar dood in 1972. In 1974 huwde hij de kunstenares Marianne Richter. Hij is begraven op het Norra kyrkogården in Lund.

## Publicaties
- 1945. Die fennoskandische Carabidae: Eine tiergeografische Studie (vertaald als Ground Beetles of Fennoscandia: A zoogeographic study, 1988–1992); BHL
- 1954. Random notes on North American Carabidae (Coleopt.). Bulletin of the Museum of Comparative Zoology at Harvard College 111: 117–161; BHL
- 1955. A revision of the North American species of Europhilus, a subgenus of Agonum with a note on Agonum belleri (Coleoptera: Carabidae). The Pan-Pacific entomologist 31: 1–14; BHL
- 1956. A revision of the genus Synuchus Gyllenhal (Coleoptera: Carabidae) in the widest sense, with notes on Pristosia Motschulsky (Eucalatus Bates) and Calathus Bonelli. Transactions of the Royal Entomological Society of London 108(11): 485–574; DOI:10.1111/j.1365-2311.1956.tb01274.x
- 1957. The Faunal Connections between Europe and North America; BHL
- 1963. The Faunal History of Newfoundland: Illustrated by Carabid Beetles
- 1967. Entomologi
- 1969. met Richard Freitag. North American Ground-Beetles (Coleoptera, Carabidae, Excluding Cicindelinae) Described by Thomas Say: Designation of Lectotypes and Neotypes. Psyche 76: 326–361; BHL
- 1969. The Groundbeetles of Canada and Alaska
- 1976. Genus Bembidion Latreille (Coleoptera: Carabidae) in New Zealand: a revision. New Zealand Journal of Zoology 3(2): 161–198; DOI:10.1080/03014223.1976.9517912
- 1980. A revisionary study of the taxon Cillenus Samouelle, 1819 and related forms (Coleoptera: Carabidae, Bembidiini). Entomologica scandinavica 11(2): 179–205; DOI:10.1163/187631280X00509

- Bibsys: 90145685
- CiNii: DA14154341
- Gemeinsame Normdatei: 17222733X
- International Standard Name Identifier: 0000 0001 0894 0580
- Library of Congress Control Number: n82087708
- Nationale Bibliotheek van Tsjechië: uk2007320155
- Nationale bibliotheek van Australië: 41699325
- Nationale Bibliotheek van Israël: 987007279375305171
- Nederlandse Thesaurus van Auteursnamen: 071422595
- Istituto Centrale per il Catalogo Unico: CFIV086567
- LIBRIS: 248118
- Système universitaire de documentation: 167270109
- Trove: 1455496
- Virtual International Authority File: 45024826
- WorldCat: E39PBJqBmMGW4QMptdVX4gt3Qq